# Eva Johnsson
Eva Elisabet Johnsson, född 17 juni 1958 i Luleå, är en svensk politiker (kristdemokrat). Hon var ordinarie riksdagsledamot 2006–2010, invald för Kronobergs läns valkrets.
I riksdagen var hon suppleant i näringsutskottet, socialförsäkringsutskottet och utbildningsutskottet.